# UART
UART (Universal Asynchronous Receiver/Transmitter) er et stykke hardware, der konverterer data mellem parallel og seriel form. UART'en er typisk en individuel del af et integreret system, som sætter en computer eller en mikrocontroller i stand til at kommunikere serielt med andre enheder (fx et tastatur).
Ved seriel datakommunikation konverterer UART'en databytes fra mikrokontrollerens parallelle bus til/fra en seriel datastrøm, beregnet til udsendelse på én transmissionsledning. Typisk konverteres det serielle elektriske signal herefter (med diskret hardware eller en dedikeret chip), til spændingsniveauer foreskrevet af kommunikationsstandarden RS-232 (Recommended Standard 232).
UART'er kommunikerer asynkront (dvs. afsendelse/modtagelse af den enkelte byte, sker ikke med faste intervaller). Dog understøtter nyere udgaver synkron overførsel, hvorfor de benævnes USART (Universal Synchronous/Asynchronous Receiver/Transmitter).